# Ordinul „Victoria Socialismului”
Ordinul „Victoria Socialismului” a fost cea mai înaltă distincție din Republica Socialistă România, ocupând un loc egal în ierarhia decorațiilor cu ordinul „Steaua Republicii Socialiste România”. Acest ordin socialist, care a fost instituit prin Decretul Consiliului de Stat al Republicii Socialiste România nr. 167 din 6 mai 1971, era conferit persoanelor care au fost distinse cu titlul de „Erou al Republicii Socialiste România” sau, separat, „persoanelor care au adus o importantă contribuție la opera de construire a socialismului, de apărare a patriei și a cuceririlor revoluționare ale poporului”.

## Descriere
Era compus dintr-o stea cu cinci colțuri, parțial emailată, din argint și bronz. Razele stelei sunt decorate cu puncte aurite în formă de spice. Centrul stelei este decorat cu o rotiță zimțată roșie sau portocalie și o cunună de lauri. Cele două steaguri din partea inferioară sunt cele ale Partidului Comunist Român și Drapelul României. În interiorul coroanei se află un medalion cu reprezentarea grafică a României, o torță aprinsă și litera V de la „victorie”.

## Listă de persoane decorate
- Nicolae Ceaușescu (1971, 1978 și 1988)[2][3][4]
- Ion Gheorghe Maurer (1971)[5]
- Emil Bodnăraș (1971)[5]
- Leonte Răutu (1971)[5]
- Gheorghe Stoica (1971)[5]
- Ștefan Voitec (1971)[5]
- Chivu Stoica (1971)[5]
- Constantin Pârvulescu (1971)[5]
- Alexandru Sencovici (1971)[5]
- Gheorghe Vasilichi (1971)[5]
- Iosip Broz Tito (1972)[6][7]
- Zaharia Stancu (1972)[8]
- Petre Constantinescu-Iași (1972)[9]
- Miron Nicolescu (1973)[10]
- Elena Ceaușescu (1974)[11][12]
- Manea Mănescu (1974)[11][12]
- Vasile Vâlcu (1974)[11][12]
- Ion Popescu-Puțuri (1974)[11][12]
- Gogu Rădulescu (1974)[11][12]
- Dumitru Coliu (1974)[11][12]
- Iacob Teclu (1974)[11][12]
- Dolores Ibárruri (1975)[13]
- Iosif Banc (1981)[14]
- Leonid Brejnev (1981)[15]
- Todor Jivkov (1986)[16]
- Kim Ir-sen (1987)[17]
- Erich Honecker (1987)[18]
- Gustáv Husák (1988)[19]